# Miyamoto-Musashi-Budōkan
Der Miyamoto-Musashi-Budōkan (japanisch 宮本武蔵顕彰武蔵武道館 Miyamoto Musashi Kenshō Musashi Budōkan, „Musashi-Budōkan, Würdigung von Miyamoto Musashi“; englisch Musashi Budokan) ist ein Dōjō in Ōhara, in dem hauptsächlich Wettbewerbe in östlichen Kampfsportarten durchgeführt werden. Er ist nach dem Samurai Miyamoto Musashi benannt, der in Ōhara geboren wurde.
Ein Budōkan (japanisch 武道館) ist ein Ort, an dem japanische Kampfkünste (Budō) praktiziert werden. Das Suffix -kan (館) bedeutet im Japanischen „Haus“. Dieser Budōkan ist den offiziellen Kampfkünsten Japans gewidmet. Es vereint alle traditionellen Säbel- und Kendō-Schulen. Bei der Einweihung waren unter anderem anwesend Sensei Tadashi Chihara,Ōharas Bürgermeister Fukuda Yoshiaki und Élisabeth Lamure – Bürgermeisterin von Gleizé, der französischen Partnerstadt – sowie Vertreter repräsentativer Säbel- und Kendō-Schulen.

## Infrastruktur
Die 1376 m² große Hauptarena im Erdgeschoss bietet Platz für sechs Kendō-Kampfflächen (jeweils 11 m × 11 m). Im ersten Stock befinden sich 838 Zuschauerplätze. Dort werden regelmäßig internationale Kendō-Wettkämpfe durchgeführt. In dem Gebäude befinden sich außerdem Schulungs-, Besprechungs-, Fitness-, Gesundheits-, Beratungs-, Ruhe-, Dusch- und Rundfunkräume, ein Gerätedepot, Umkleidekabinen und Büros.